# Renato Gaúcho
Renato Gaúcho, właśc. Renato Portaluppi (ur. 9 września 1962 w Guaporé) – brazylijski piłkarz i trener. Podczas kariery występował na pozycji napastnika.

## Kariera piłkarska

### Grêmio Porto Alegre (1981–1987)
Karierę piłkarską Renato Gaúcho rozpoczął w juniorskich zespołach Clube Esportivo de Bento Gonçalves w 1979 roku. W 1981 trafił do juniorów Grêmio Porto Alegre. W Grêmio 15 marca 1981 w przegranym 1-3 meczu z Internacionalem Limeira zadebiutował w lidze brazylijskiej. W swoim pierwszym sezonie w Grêmio zdobył mistrzostwo Brazylii, chociaż udział Renato w tym był skromny, gdyż rozegrał tylko dwa spotkania z Limeirą i Ponte Preta Campinas. Na szczeblu stanowym Renato wywalczył wicemistrzostwo stanu Rio Grande do Sul – Campeonato Gaúcho 1981. W następnym sezonie Grêmio było blisko powtórzenia sukcesu z 1981 roku. Zdobyło wicemistrzostwo Brazylii przegrywając w finale ligi po dodatkowym, trzecim meczu z CR Flamengo. Renato uczestniczył tylko w trzecim spotkaniu finałowym. W całym sezonie rozegrał tylko trzy mecze ligowe z Grêmio Maringa, Fluminense Rio de Janeiro oraz wspomniany finał z Flamengo. Również w lidze stanowej Grêmio było drugie, ustępując tylko swojemu odwiecznemu rywalowi - SC Internacional.
Przełomowy dla Renato był sezon 1983. W lidze Grêmio odpadł już w trzecim etapie rozgrywek przegrywając walkę o wejście do ćwierćfinału ze São Paulo FC i Sportem Recife. Renato 16 marca 1983 w zremisowanym 1-1 meczu z Botafogo FR strzelił swoją pierwszą bramkę w lidze. W całym sezonie rozegrał 11 spotkań, w których strzelił 4 bramki. Lepiej powodziło się Grêmio w Copa Libertadores 1983. Klub z Porto Alegre wygrał po raz pierwszy w swojej historii te rozgrywki, pokonując w finale urugwajski CA Peñarol. Renato w drodze do finału strzelił bramki w meczu grupowym z Bloomingiem Santa Cruz i półfinałowym z Estudiantes La Plata. Uczestniczył również w obu spotkaniach finałowych. 11 grudnia 1983 Grêmio wystąpiło w Pucharze Interkontynentalnym z Hamburgerem SV. Spotkanie w zakończyło się zwycięstwem po dogrywce brazylijskiego klubu. Bohaterem meczu został Renato, który strzelił obie bramki dla Grêmio w 37 i 93 min. Renato został uznany Piłkarzem meczu i w nagrodę dostał samochód. Jedynie na szczeblu stanowym Grêmio wypadło słabiej zajmując trzecie miejsce.
W 1984 roku Renato zajął z Grêmio trzecie miejsce w lidze przegrywając w półfinale ligi z CR Vasco da Gama. Renato zakończył sezon z 5 bramkami w 20 meczach. W Copa Libertdores Grêmio dotarło do finału, gdzie uległo argentyńskiemu CA Independiente. W lidze stanowej zajął drugie miejsce. Sezon 1985 był zdecydowanie słabszy od wcześniejszych. Grêmio odpadło już w drugim etapie ligi, zajmując ostatecznie 23. miejsce w lidze. Renato Gaúcho rozegrał tylko 10 spotkań w lidze, w których strzelił 4 bramki. Niepowodzenie w lidze Grêmio powetowało sobie w lidze stanowej, którą wygrało po pięcioletniej przerwie. Był to też początek absolutnej dominacji Grêmio w lidze stanowej, co potwierdziły następne lata. Trochę lepszy od poprzedniego był także sezon 1986. Grêmio zajęło w lidze 16. miejsce, odpadając w 1/8 z Corinthians São Paulo. Także dla Renato był to słaby sezon, gdyż strzelił tylko 2 bramki w 17 meczach. Tak jak rok wcześniej Renato powetował sobie niepowodzenia na szczeblu krajowym mistrzostwem stanu. W 1987 roku Renato opuścił Grêmio i przeniósł się do CR Flamengo. Ogólny bilans jego siedmioletniego pobytu w klubie z Porto Alegre to 47 bramek w 143 meczach.

### Lata 1987–1995
We Flamengo Renato zadebiutował w lidze 13 września 1987 w przegranym 0-2 meczu z São Paulo FC. W 1987 roku Flamengo zdobył mistrzostwo Brazylii. Jednak wskutek konfliktu z Brazylijską Federacją Piłkarską - CBF Flamengo zostało pozbawione tego tytułu. Renato Gaúcho tak jak w poprzednim sezonie rozegrał w lidze 19 spotkań, w których strzelił 2 bramki. Na szczeblu stanowym Flamengo zdobyło tytuł wicemistrzowski. Latem 1988 roku Renato Gaúcho zdecydował się na transfer do Europy. Wybór padł na włoską AS Romę. Sezon spędzony w Romie był dla Renato nieudany. Roma zajęła w Serie A siódme miejsce, a Renato rozegrawszy 23 spotkania nie strzelił w nich żadnej bramki.
Renato powrócił w 1989 roku do Flamengo. Ponowny debiut w lidze brazylijskiej nastąpił 7 września 1989 w zremisowanym 0-0 meczu z Clube Atlético Mineiro. Flamengo zakończyło sezon w drugim etapie ligi, co było równoznaczne z zajęciem 9. miejsca w lidze. Również następny sezon dla Flamengo nie był zbytnio udany. Flamengo zajęło w lidze 9. miejsce a Renato strzelił 7 bramek w 16 meczach. Sezon został uratowany zdobyciem przez Flamengo Copa do Brasil po pokonaniu w finale Goiás EC, co dało klubowi z Rio awans do Copa Libertadores 1991. Renato nie uczestniczył już w tych rozgrywkach, gdyż odszedł z Flamengo do lokalnego rywala - Botafogo. W Botafogo zadebiutował 6 lutego 1991 w wygranym 2-0 meczu z Portuguesą São Paulo. W Botafogo Renato spędził dwa sezony. Z Botafogo zajmował 12 i 2. miejsce w lidze (po porażce w finale ligi z Flamengo). Ogółem w barwach Botafogo w lidze Renato rozegrał 37 spotkań, w których strzelił 8 bramek. Drugą część 1992 roku Renato spędził w Cruzeiro EC, z którym zdobył mistrzostwo stanu Minas Gerais – Campeonato Mineiro oraz Supercopa Sudamericana 1992. W tych drugich rozgrywkach Renato z sześcioma bramkami został królem strzelców.
W 1993 roku wrócił do Flamengo, w którym powtórnie zadebiutował 20 maja 1993 w wygranym 4-3 meczu z Grêmio Porto Alegre. Był to połowicznie udany debiut, gdyż Renato najpierw strzelił bramkę, by potem dostać czerwoną kartkę. Renato sezon zakończył 1 bramką w 28 spotkaniach i ósmym miejscem broniącego tytułu Flamengo. W 1994 roku Renato powrócił do Belo Horizonte, lecz nie do Cruzeiro, ale do Atlético Mineiro. W nowym klubie zadebiutował 17 stycznia 1994 w wygranym 1-0 towarzyskim meczu z Valerio. W lidze brazylijskiej w barwach Atlético Mineiro Renato zadebiutował 21 sierpnia 1994 przegranym 1-3 meczu z Paysandu SC Belém. Ostatni raz w barwach Atlético Mineiro Renato wystąpił 27 listopada 1994 w przegranym 1-3 meczu z União São João Araras. Atlético Mineiro zakończyło sezon na czwartym miejscu w lidze i drugim w lidze stanowej. Bilans Renato w klubie z Belo Horizonte to 36 meczów i 10 bramek (13 meczów i 2 bramki w lidze).

### Ostatnie lata kariery (1995–1999)
W 1995 roku Renato powrócił do Rio de Janeiro. Został zawodnikiem Fluminense FC. Początek miał świetny w nowych barwach, gdyż Fluminense zdobył mistrzostwo stanu Rio de Janeiro. W lidze zadebiutował 20 sierpnia 1995 w wygranym 1-0 meczu z Criciúmą. Fluminense w lidze grało przeciętnie i zajęło dopiero piętnaste miejsce. Renato rozegrał w lidze 15 meczów i strzelił 4 bramki. Następny sezon miał stracony z powodu kontuzji. W 1997 roku Renato po raz czwarty został zawodnikiem Flamengo. We Flamengo 3 grudnia 1997 w przegranym 1-4 meczu z CR Vasco da Gama Renato po raz ostatni wystąpił w lidze. Ogółem w latach 1981–1997 Renato wystąpił w lidze brazylijskiej 192 meczach, w których strzelił 47 bramek. Bilans jego ostatnie pobytu we Flamengo to 29 spotkań i 7 bramek. Łączny jego bilans we Flamengo to 213 spotkań i 68 bramek.
Karierę Renato Gaúcho zakończył w Bangu AC. W barwach Alvirrubro zadebiutował 5 lutego 1999 w wygranym 4-0 towarzyskim meczu z São Lourenço. Dwa dni później w wygranym 4-0 towarzyskim meczu z Itajubą Renato strzelił swą pierwszą bramkę dla Bangu. W lidze stanowej Rio de Janeiro Renato zadebiutował 6 marca 1999 w przegranym 0-4 meczu z CR Vasco da Gama. Ostatni raz w Bangu jak i w karierze Renato wystąpił 14 marca 1999 w przegranym 0-2 meczu z Flamengo. Jego bilans w Bangu to 2 mecze (7 meczów i 2 bramki łącznie z towarzyskimi potyczkami).
| Sezon   | Klub                      | Mecze | Bramki | Rozgrywki             |
| ------- | ------------------------- | ----- | ------ | --------------------- |
| 1981    | Grêmio Porto Alegre       | 2     | 0      | Campeonato Brasileiro |
| 1982    | Grêmio Porto Alegre       | 3     | 0      | Campeonato Brasileiro |
| 1983    | Grêmio Porto Alegre       | 11    | 4      | Campeonato Brasileiro |
| 1984    | Grêmio Porto Alegre       | 20    | 5      | Campeonato Brasileiro |
| 1985    | Grêmio Porto Alegre       | 10    | 4      | Campeonato Brasileiro |
| 1986    | Grêmio Porto Alegre       | 19    | 2      | Campeonato Brasileiro |
| 1987    | CR Flamengo               | 19    | 2      | Campeonato Brasileiro |
| 1988/89 | AS Roma                   | 23    | 0      | Serie A               |
| 1989    | CR Flamengo               | 2     | 0      | Campeonato Brasileiro |
| 1990    | CR Flamengo               | 16    | 7      | Campeonato Brasileiro |
| 1991    | Botafogo FR               | 16    | 2      | Campeonato Brasileiro |
| 1992    | Botafogo FR               | 21    | 6      | Campeonato Brasileiro |
| 1993    | CR Flamengo               | 28    | 1      | Campeonato Brasileiro |
| 1994    | Clube Atlético Mineiro    | 13    | 2      | Campeonato Brasileiro |
| 1995    | Fluminense Rio de Janeiro | 15    | 4      | Campeonato Brasileiro |
| 1996    | Fluminense Rio de Janeiro | 0     | 0      | Campeonato Brasileiro |
| 1997    | CR Flamengo               | 12    | 5      | Campeonato Brasileiro |
| 1998    | CR Flamengo               | 0     | 0      | Campeonato Brasileiro |
| 1999    | Bangu AC                  | 2     | 0      | Campeonato Carioca    |
| Łącznie | Łącznie                   | 215   | 47     | 47                    |

## Kariera reprezentacyjna
W reprezentacji Brazylii Renato Gaúcho zadebiutował 1 września 1983 w wygranym 5-0 meczu przeciwko reprezentacji Ekwadoru podczas Copa América 1983, na której Brazylia zajęła drugie miejsce. W turnieju Renato wystąpił w sześciu meczach z: Ekwadorem, Argentyną i po dwa razy z Paragwajem i Urugwajem w finale. W 1985 roku uczestniczył w eliminacjach Mistrzostwa Świata 1986. W 1986 roku Renato odpadł w ostatniej fazie selekcji na mundial, nie znajdując uznania w oczach selekcjonera Tele Santany.
Do reprezentacji powrócił na moment w 1987 na mecz z RFN. Na dobre powrócił do reprezentacji w 1989 roku na mecz z Resztą Świata, który był pożegnaniem Zico. W tym samym roku znalazł się w kadrze na Copa América 1989. Na turnieju rozgrywanym w Kraju kawy, Brazylia zdobyła po czterdziestoletniej przerwie mistrzowski tytuł. Renato wystąpił na turnieju w pięciu meczach z Peru, Kolumbią, Argentyną oraz dwa razy z Paragwajem. W następnym roku znalazł się kadrze na eliminacjach Mistrzostwa Świata 1990. Podczas turnieju rozgrywanego na włoskich stadionach Renato był rezerwowym i wystąpił w pęciu ostatnich minutach przegranego 0-1 meczu z Argentyną w drugiej rundzie, który eliminował Brazylię z turnieju.
W 1991 roku Renato po raz trzeci uczestniczył w Copa América. Brazylia nie obroniła wywalczonego dwa lata wcześniej tytułu ustępując Argentyną. Na turnieju w Chile wystąpił w sześciu meczach z Boliwią, Urugwajem, Kolumbią, Argentyną, Kolumbią (bramka) i Chile. W następnych Renato rzadko występował w reprezentował. Ostatni w barwach Brazylii wystąpił 16 grudnia 1993 w wygranym 1-0 towarzyskim meczu reprezentacji Meksyku. Ogółem w barwach canarinhos w latach 1983–1993 wystąpił w 41 meczach i strzelił 4 bramki.
| Mecze i gole w reprezentacji | Mecze i gole w reprezentacji | Mecze i gole w reprezentacji | Mecze i gole w reprezentacji | Mecze i gole w reprezentacji | Mecze i gole w reprezentacji | Mecze i gole w reprezentacji |
| #                            | Data                         | Miasto                       | Przeciwnik                   | Gol                          | Wynik                        | Rozgrywki                    |
| ---------------------------- | ---------------------------- | ---------------------------- | ---------------------------- | ---------------------------- | ---------------------------- | ---------------------------- |
| 1.                           | 01.09.1983                   | Goiânia                      | Ekwador                      | Gol                          | 5:0                          | Copa América 83              |
| 2.                           | 14.09.1983                   | Rio de Janeiro               | Argentyna                    |                              | 0:0                          | Copa América 83              |
| 3.                           | 13.10.1983                   | Asuncion                     | Paragwaj                     |                              | 1:1                          | Copa América 83              |
| 4.                           | 20.10.1983                   | Uberlândia                   | Paragwaj                     |                              | 0:0                          | Copa América 83              |
| 5.                           | 27.10.1983                   | Montevideo                   | Urugwaj                      |                              | 0:2                          | Copa América 83              |
| 6.                           | 04.11.1983                   | Salvador                     | Urugwaj                      |                              | 1:1                          | Copa América 83              |
| 7.                           | 10.06.1984                   | Rio de Janeiro               | Anglia                       |                              | 0:2                          | towarzyski                   |
| 8.                           | 17.06.1984                   | São Paulo                    | Argentyna                    |                              | 0:0                          | towarzyski                   |
| 9.                           | 02.06.1985                   | Santa Cruz                   | Boliwia                      |                              | 2:0                          | El. MŚ 1986                  |
| 10.                          | 08.06.1985                   | Porto Alegre                 | Chile                        |                              | 3:1                          | towarzyski                   |
| 11.                          | 16.06.1985                   | Asuncion                     | Paragwaj                     |                              | 2:0                          | El. MŚ 1986                  |
| 12.                          | 23.06.1985                   | Rio de Janeiro               | Paragwaj                     |                              | 1:1                          | El. MŚ 1986                  |
| 13.                          | 30.06.1985                   | São Paulo                    | Boliwia                      |                              | 1:1                          | El. MŚ 1986                  |
| 14.                          | 16.03.1986                   | Budapeszt                    | Węgry                        |                              | 0:3                          | towarzyski                   |
| 15.                          | 01.04.1986                   | São Luís                     | Peru                         |                              | 4:0                          | towarzyski                   |
| 16.                          | 30.04.1986                   | Recife                       | Jugosławia                   |                              | 4:2                          | towarzyski                   |
| 17.                          | 12.12.1987                   | Brasília                     | RFN                          |                              | 1:1                          | towarzyski                   |
| 18.                          | 27.04.1989                   | Udine                        | Reszta Świata                |                              | 1:2                          | towarzyski                   |
| 19.                          | 21.06.1989                   | Bazylea                      | Szwajcaria                   |                              | 0:1                          | towarzyski                   |
| 20.                          | 03.07.1989                   | Salvador                     | Peru                         |                              | 0:0                          | Copa América 89              |
| 21.                          | 06.07.1989                   | Salvador                     | Kolumbia                     |                              | 0:0                          | Copa América 89              |
| 22.                          | 09.07.1989                   | Recife                       | Paragwaj                     |                              | 2:0                          | Copa América 89              |
| 23.                          | 12.07.1989                   | Rio de Janeiro               | Argentyna                    |                              | 2:0                          | Copa América 89              |
| 24.                          | 14.07.1989                   | Rio de Janeiro               | Paragwaj                     |                              | 3:0                          | Copa América 89              |
| 25.                          | 23.07.1989                   | Rio de Janeiro               | Japonia                      |                              | 1:0                          | towarzyski                   |
| 26.                          | 19.05.1990                   | Madryt                       | Madryt                       |                              | 0:0                          | towarzyski                   |
| 27.                          | 24.06.1990                   | Turyn                        | Argentyna                    |                              | 0:1                          | MŚ 1990                      |
| 28.                          | 27.03.1991                   | Buenos Aires                 | Argentyna                    | Gol                          | 3:3                          | towarzyski                   |
| 29.                          | 07.04.1991                   | Londrina                     | Rumunia                      |                              | 1:0                          | towarzyski                   |
| 30.                          | 09.07.1991                   | Viña del Mar                 | Boliwia                      |                              | 2:1                          | Copa América 91              |
| 31.                          | 11.07.1991                   | Viña del Mar                 | Urugwaj                      |                              | 1:1                          | Copa América 91              |
| 32.                          | 13.07.1991                   | Viña del Mar                 | Kolumbia                     |                              | 0:2                          | Copa América 91              |
| 33.                          | 17.07.1991                   | Santiago                     | Argentyna                    |                              | 2:3                          | Copa América 91              |
| 34.                          | 19.07.1991                   | Santiago                     | Kolumbia                     | Gol                          | 2:0                          | Copa América 91              |
| 35.                          | 21.07.1991                   | Santiago                     | Chile                        |                              | 2:0                          | Copa América 91              |
| 36.                          | 30.10.1991                   | Varginha                     | Jugosławia                   |                              | 3:1                          | towarzyski                   |
| 37.                          | 15.04.1992                   | Cuiabá                       | Finlandia                    |                              | 3:1                          | towarzyski                   |
| 38.                          | 17.05.1992                   | Londyn                       | Anglia                       |                              | 1:1                          | towarzyski                   |
| 39.                          | 01.08.1992                   | Los Angeles                  | Meksyk                       |                              | 3:1                          | towarzyski                   |
| 40.                          | 03.08.1992                   | Los Angeles                  | Stany Zjednoczone            |                              | 1:0                          | towarzyski                   |
| 41.                          | 23.09.1992                   | Paranavaí                    | Kostaryka                    | Gol                          | 4:2                          | towarzyski                   |
| 42.                          | 16.12.1992                   | Porto Alegre                 | Niemcy                       |                              | 3:1                          | towarzyski                   |
| 43.                          | 16.12.1993                   | Porto Alegre                 | Meksyk                       |                              | 1:0                          | towarzyski                   |

## Kariera trenerska
Jeszcze przed zakończeniem kariery piłkarskiej Renato Gaúcho został trenerem piłkarskim. Karierę trenerską zaczął jako grający-trener Fluminense Rio de Janeiro w 1996. Po zakończeniu kariery piłkarskiej pierwszym klubem, który prowadził była Madureira Rio de Janeiro. W latach 2002 i 2003 ponownie był trenerem Fluminense FC, z którym zajął czwarte miejsce w lidze brazylijskiej 2002 oraz drugie w lidze stanowej. Od 18 lipca 2005 do 12 kwietnia 2007 Renato Gaúcho był trenerem CR Vasco da Gama. Z Vasco da Gama zajmował kolejno 12 i 6. miejsce w lidze brazylijskiej oraz 9 i 4. miejsce w lidze stanowej Rio de Janeiro.
24 kwietnia 2007 został po raz kolejny trenerem Fluminense FC. Już parę tygodni później świętował swój największy sukces w karierze trenerskiej w postaci zdobycia Pucharu Brazylii 2007. Rok 2007 zakończył czwartym miejscem Fluminense w lidze brazylijskiej przegrywając podium z CR Flamengo gorszym bilansem zwycięstw. Rok 2008 rozpoczął od zajęcia z Fluminense trzeciego miejsca w lidze stanowej. Dzięki zdobyciu Pucharu Brazylii Fluminense mogło po ponad dwudziestoletniej przerwie wystartować w Copa Libertadores. Po wyeliminowaniu Arsenalu Sarandí Buenos Aires i Libertadu Asunción w grupie, Fluminense kolejno eliminując Atlético Nacional w 1/8, São Paulo FC w ćwierćfinale oraz Boca Juniors w półfinale, dotarł do finału, którym spotkał się z ekwadorskim LDU Quito. Fluminense przegrał pierwszy mecz w Quito 2-4. W rewanżu wygrał 3-1, lecz uległ w rzutach karnych 1-3. Fluminense w 2008 roku słabo spisywał się lidze brazylijskiej przez co 10 sierpnia 2008 został zwolniony.
Od 18 września do 7 grudnia 2008 Renato Gaúcho po raz drugi był trenerem CR Vasco da Gama, z którym zajął 18. miejsce w lidze i spadł do drugiej ligi. 20 lipca 2009 po raz szósty został trenerem Fluminense. Fluminense zajmował ostatnie miejsce w lidze. Nie była to udana kadencja, gdyż Fluminense pod kierunkiem Renato wygrało jedno spotkanie, trzy zremisowało i pięć przegrało, co spowodowało, że 30 sierpnia został zwolniony. Jedynym sukcesem w tej kadencji było wyeliminowanie CR Flamengo w I rundzie Copa Sudamericana 2009. Od grudnia 2009 do kwietnia 2010 Gaúcho był trenerem EC Bahia, z której odszedł do Grêmio Porto Alegre.